# Belle et Sébastien, l'aventure continue
Belle et Sébastien: l'aventure continue é um filme francês dos géneros aventura e drama, realizado por Christian Duguay, que estreou-se em França a 9 de dezembro de 2015. É uma sequela do filme homónimo de 2013, realizado por Nicolas Vanier.

## Argumento
Em setembro de 1945, a guerra finalmente termina. Sébastien completa dez anos de idade e começa a morar com Belle e César na casa de campo. Impacientemente, todos esperam pelo regresso de Angelina, mas ela acaba não regressando. Ela desapareceu num acidente de avião sobre as florestas alpinas, mas eles ainda mantêm a esperança para poder encontrá-la.

## Elenco
- Félix Bossuet como Sébastien
- Pierre Férréol como Sébastien (duplo)
- Tchéky Karyo como César
- Margaux Chatelier como Angélina
- Urbain Cancelier como presidente da câmara municipal
- Thierry Neuvic como Pierre
- Jeffrey Noël como Louis
- Thylane Blondeau como Gabrielle

## Produção
As filmagens de Belle et Sébastien, l'aventure continue iniciaram-se a 4 de agosto de 2014 na comunidade de comunas de Haute Maurienne-Vanoise, onde também foi o local de gravação do primeiro filme, e a 17 de outubro de 2014, as filmagens foram encerradas no departamento francês de Ain.